# I pugni di Rocco
I pugni di Rocco è un film del 1972 diretto da Lorenzo Artale.

## Trama

Rosita Torosh in una scena del film

Rocco Colantini, giovane contadino, esce di prigione (vi era finito per aver accoltellato un uomo) dopo tre anni ed è ripudiato dal padre, nemico della violenza. Trova lavoro presso i terreni di don Andrea Pappalardo, il quale è vanta un credito di 5 milioni verso due mafiosi locali, i fratelli Marzacchi. Rocco per riscuotere il credito riduce in fin di vita uno dei due fratelli. Per tutta risposta il secondo dei Marzacchi uccide don Andrea. A questo punto Rocco diviene proprietario dei possedimenti di don Andrea e amante della sua vedova. Si batterà poi per indurre gli altri contadini a ribellarsi alle ingiustizie dei Marzacchi e del loro capo, l'Americano. 
Ritroverà in questa battaglia anche il padre. Dopo essere scampato ad un agguato riesce ad uccidere dapprima Giuseppe Marzacchi e poi l'Americano, nella sua abitazione. A questo punto fa irruzione la polizia e Rocco rimane vittima nel conflitto a fuoco.

## Produzione
Il film è stato girato in Salento.

## Accoglienza

### Critica
(Segnalazioni Cinematografiche)